# Bastione Garibaldi
Il bastione Garibaldi (già baluardo delle Monache) è uno dei sei bastioni che compongono la cinta muraria della città di Grosseto, in Italia.
Il bastione è situato al vertice nord-occidentale delle mura di Grosseto, presso Porta Nuova.

## Storia
Il bastione fu edificato nella seconda metà del XVI secolo, durante la ricostruzione delle mura operata dai Medici su progetto di Baldassarre Lanci, e i lavori furono eseguiti nel 1577 sotto la direzione di Simone Genga. Per la sua costruzione e l'apertura del cantiere furono demolite la chiesa di San Benedetto e le pertinenze del convento della Santissima Annunziata, e per questo il bastione ricevette la denominazione di baluardo delle Monache.
Utilizzato per il pascolo tra i secoli XVII e XVIII e acquistato come gli altri bastioni dal facoltoso cittadino grossetano Gaspero Valeri nel 1783, fu completamente smilitarizzato e trasformato in parco pubblico dopo il 1833. Nel 1845 venne realizzata una «cordonata» e nel 1854 una cancellata in legno per consentire l'accesso ai giardini; la cancellata in legno sarà poi sostituita da una in ferro a partire dal 1872 con progetto di Antonio Angeli.
Il bastione prese il nome di bastione Cavallotti a partire dal 1899, quando venne qui posizionato il busto di Felice Cavallotti – perduto – scolpito dai fratelli Vincenzo e Ferruccio Pasquali. Nel 1930 vi fu trasferito il monumento a Giuseppe Garibaldi, opera di Tito Sarrocchi che dal 1884 si trovava sul baluardo di San Francesco, per consentire la trasformazione di quest'ultimo in "Parco della Rimembranza". Da allora il bastione ha ricevuto la denominazione di bastione Garibaldi.
Negli anni venti del XX secolo aveva iniziato a farsi strada l'idea di costruire uno spazio di aggregazione e svago su questo bastione, e il geometra Sergio Manescalchi presentò un progetto di cinema all'aperto e pista di pattinaggio. Tale proposta non ebbe esito, tuttavia il progetto venne recuperato e modificato e agli inizi degli anni trenta fu edificata al centro del bastione la struttura dell'Eden Bar con sala da ballo: nel 1940 il Partito Nazionale Fascista ne ordinò l'ampliamento, affidato all'ingegnere Ernesto Ganelli, e lo dette in gestione all'Opera Nazionale Dopolavoro, mentre nel dopoguerra, tra il 1961 e il 1964, l'edificio subì nuove sostanziali modifiche per volere dell'imprenditore Lionello Montefiori. La cancellata in ferro venne eliminata durante la seconda guerra mondiale per necessità di metallo da fondere a fini bellici.

## Descrizione
Il bastione Garibaldi, come tutti gli altri bastioni delle mura di Grosseto, presenta forma poligonale e basamento a scarpa in continuità con la cortina soprastante; è l'unico bastione ad essere privo di cannoniere.
A seguito dell'abbattimento della preesistente Porta Nuova, la passeggiata pedonale lungo le mura scende dal lato orientale del baluardo, per attraversare a raso corso Carducci e risalire presso il vicino bastione Rimembranza.
Sul retro della Sala Eden si conserva un'originale cabina telefonica realizzata nel 1933.